# Guayabera

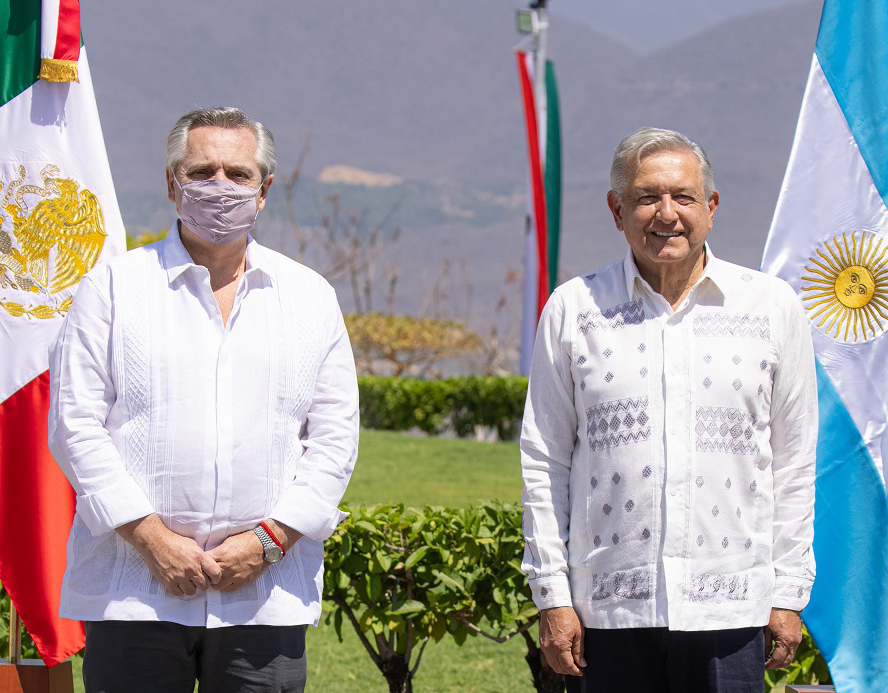
Alberto Fernández y Andrés Manuel López Obrador portando guayaberas durante la celebración del Día de la bandera en Iguala, México.

La guayabera, guayabana, chabacana o cubana es una prenda de vestir tradicional de las costas caribeñas. La guayabera tradicional es generalmente una camisa de manga larga con cuatro bolsillos, dos en la pechera, dos en los faldones, dos alforzas verticales al frente y se lleva por fuera del pantalón.Los tejidos más comunes son lino y algodón aunque también se fabrican en seda o telas sintéticas.
En los países del Caribe las guayaberas finas constituyen una vestimenta de etiqueta y se portan en ceremonias formales, desde bodas hasta funerales, indistintamente si es de día o de noche.
Son muy populares y usadas en todo el caribe: Cuba, República Dominicana, Puerto Rico, el sur de México, Panamá, Venezuela, en la región Caribe de Colombia, en la costa de Ecuador, Brasil, Florida y Centroamérica. También se usan en Canarias que históricamente siempre estuvo unida al Caribe a través de rutas marítimas.

## Historia
El origen de la guayabera sigue siendo un misterio. Diversas regiones se disputan el origen de esta prenda desde México y otros países latinoamericanos  hasta las Filipinas; sin embargo la teoría más extendida sitúa su nacimiento en Cuba.
Una de las versiones establece su origen en México en las regiones de Veracruz y la península de Yucatán. Esta teoría establece que es desde estas zonas de México y a través del intercambio comercial,

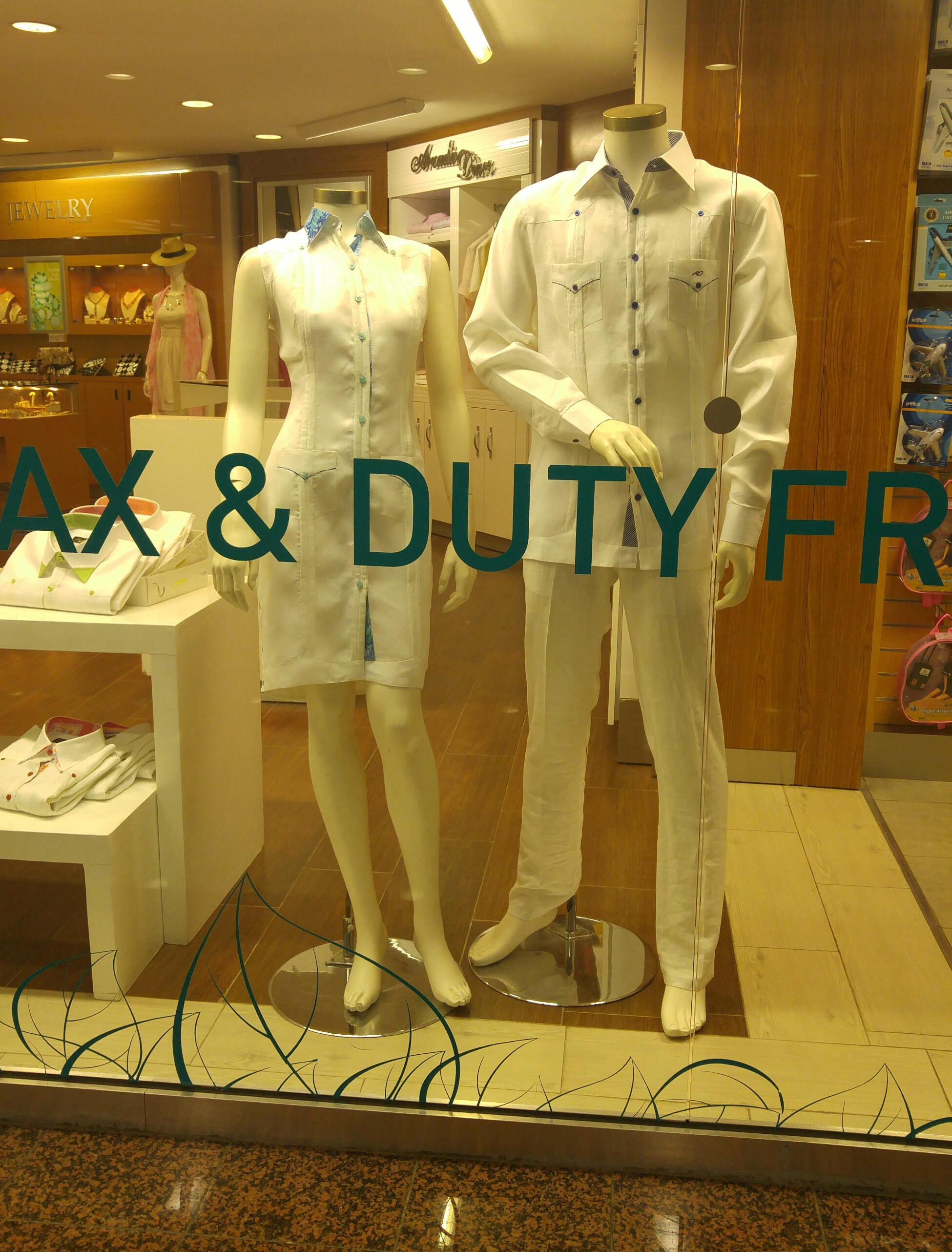
Guayabera para hombre y mujer

Algunos especulan que la prenda existía en Filipinas antes de la llegada de los españoles. 
No se cuenta con una historia confiable que narre el origen de la prenda. Hay varias leyendas; una cuenta que por el año 1709 un campesino de Sancti Spíritus Cuba le pidió a su esposa que le hiciera una camisa cómoda para trabajar en el campo. La señora cumplió el encargo sin saber que iba a popularizarse. Otra de las leyenda cuenta que un inmigrante español en el siglo XVIII montó una sastrería en la villa de Sancti Spíritus, donde vendía camisas largas con bolsillos cómodos para guardar tabacos, es decir, una prenda similar a la actual guayabera. Aunque no esclarecido, otra historia es que la primera denominación fue “yayabera”, por usarse en la zona del río Yayabo. Pero se dice que los campesinos acostumbraban acopiar guayabas y a guardarlas en sus grandes bolsillos. De ahí que cambiara pronto el nombre por el de guayabera. 
Otra región que reclama el origen de la guayabera es Baní, República Dominicana por su arraigada cultura de recolección de guayabas en la zona. El folklore narra que la esposa de un hacendado le agregó bolsillos extra a la camisa su esposo para que este retornara con más frutos de guayaba recolectados, sin necesidad de ocupar ambas manos. Esta teoría respalda que la guayabera haya llegado a Cuba a través del libertador dominicano Máximo Gómez, quien ayudara al pueblo cubano en su guerra de Independencia cubana en 1868.
El tiempo permitió diversas variaciones, no solamente en su nombre, sino también en su estilo.

## La guayabera mexicana
Hasta las dos primeras décadas del siglo XX había un intercambio constante entre Cuba, Veracruz y Yucatán (que solo contaba con comunicación marítima hacia el resto de México).
En Mérida se ha atribuido a don Pedro Mercader Guasch —de origen español— el haberla fabricado con diseños alforzados, adicionándoles dos bolsas delanteras superiores con tapas y botones y convirtió en anchas las bolsas inferiores, y decidió fuera en color blanco, observando el vestuario típico del lugar y dándola a conocer como "la guayabera". Hacia finales de siglo XIX, muchos yucatecos de clase acomodada la compraban en la tienda El Encanto que por ello cobró fama, cuando Yucatán ya había desarrollado su propia industria manufacturera de las "guayaberas".
Con la subida al poder de Castro en los sesenta, las cosas cambiaron, y varios empresarios yucatecos, viendo que aún tenían gran demanda, decidieron fabricarlas. Desde los sesenta hasta 1985, eran tan populares local, nacional y mundialmente, que hubo una tremenda alza en el número de fábricas.
Se crearon otros modelos creándole pequeñas variantes y perfeccionando su confección, por lo que llegó a popularizarse el eslogan de que «Yucatán es la puerta al mundo Maya y Mérida es la capital mundial de la guayabera».
De ahí pasó a Veracruz, y los jarochos la tienen actualmente como su vestuario regional.
Ante la fuerte competencia desatada por países maquiladores asiáticos, recibió un impulso durante el gobierno de Luis Echeverría, quien las usaba en sus giras tanto en México como en el extranjero, lo que lo convirtió en un artículo de exportación en ese período.
A las Filipinas también llegó en los barcos españoles.
En Honduras se les llama "guayabas".
Se volvió popular también en Andalucía (sur de España), donde se la llaman sencillamente "cubana".

## La guayabera guayaquileña

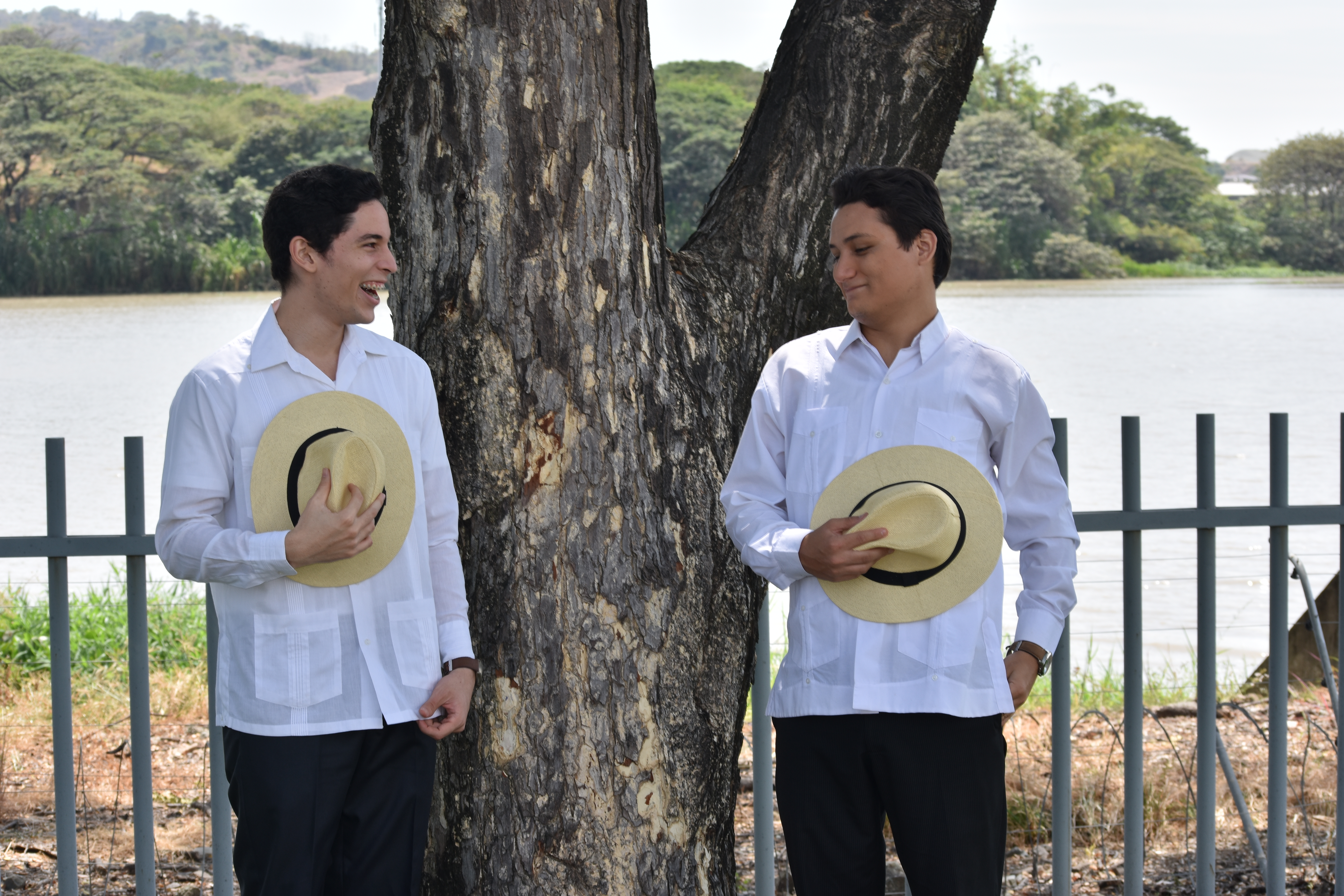
Guayabera guayaquileña

Se popularizó entre los hacendados guayaquileños en 1930 para protegerse del sol y los mosquitos. Confeccionada tradicionalmente en lino también se usan en tela de algodón. El diseño tradicional es de color blanco, cuatro bolsillos y exclusiva para los hombres. Desde el año 2000, los sastres la diseñan en colores fuertes y también para mujeres.

## Relación con el barong tagalog

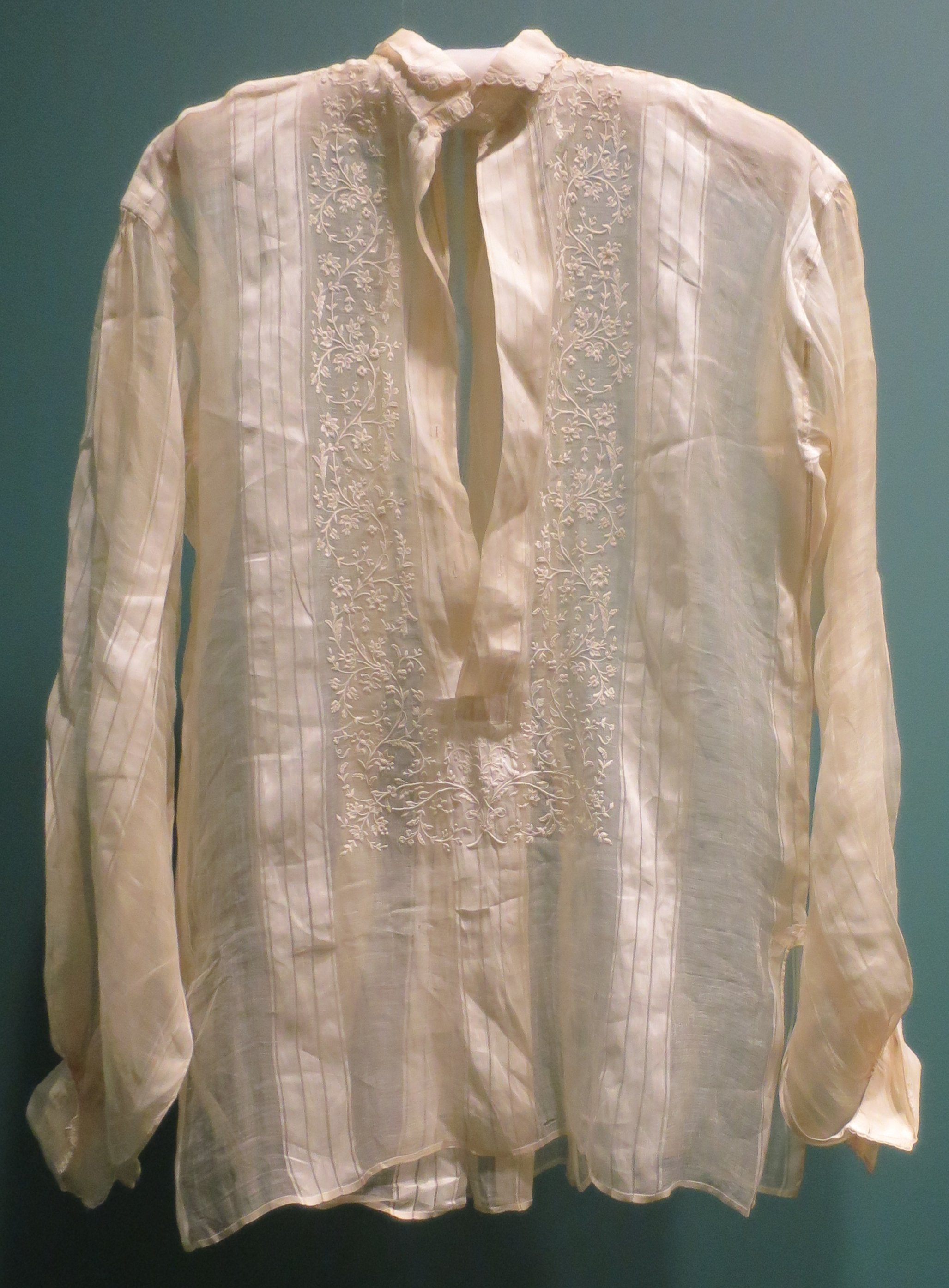
Barong tagalog de Filipinas (del s. XIX), en el Museo de Arte de Honolulu

La guayabera es una posible sucesora del barong tagalog, una camiseta popular en Filipinas, considerada su vestimenta nacional, como fruto del proceso de mestizaje entre ropas indígenas y ropas españolas. Es posible que haya sido introducido primero en México a través de los galeones entre Manila y Acapulco y se adaptaron para usar telas locales en ausencia de piña o abacá. Una variante tradicional en Yucatán de la guayabera es aún llamada «filipina».